# Назаренко Тетяна
Тетяна Назаренко (*1957, Харків) — український літературознавець у США.

## З біографії
Народилася у Харкові. Закінчила Київський університет, захистила кандидатську дисертацію (1986), працювала на факультеті іноземної філології Київського національного університету. 1993 емігрувала до Канади. З 1999 доктор філософії.
Працювала в Альбертському університеті. Професор Манітобського університету. Мешкає в Сіетлі (США).

## Творчість
- Назаренко Т. «І словом нам стає мотиль, і смерть, і сон метаморфоз»: Поет перекладає Поета // Всесвіт. — 1994. — № 1. — С. 59-61.
- Назаренко Т. Орфей Орфеєві // Зуєвський О. «Я входжу в храм…»: Поезії. Переклади. Статті. Матеріали до біографії / Упоряд. Н. Казакова. — К.: Вид. дім «Києво-Могилянська академія», 2007. -С. 590–591.
- Назаренко Т. Правди потужний спалах. Поетична творчість Яра Славутича. — Львів: Каменяр, 1996. — 144 с.
- Nazarenko Tatiana. Poezographia: Contemporary Visual Poetry in Ukrainian. — Kyiv: Rodovid,2005.
- Назаренко Т. Визуальная поэзия